# Юлія Лаффранк
Юлія Лаффранк ((25 липня 1974 , Тарту )) — естонська юристка, вчений, суддя Верховного суду Естонії.

## Навчання
- 1981—1992 — Таллінська гімназія Ийсмяе[et][4]
- 1990—1991 — школа Litchfield (Коннектикут)[en]
- 1992—1997 — Тартуський університет, факультет права
- 1994—1995 — Гамбурзький університет, факультет права
- 1997—1998 — Університет Мюнстера, факультет права, ступінь магістра права
- 2000—2003 — Тартуський університет, факультет права, доктор права

## Кар'єра
- 1996—2004 — робота в Міністерстві юстиції Естонії[4]
- 2004—2010 — суддя Верховного суду Естонії
- 2006 рік — спеціальний суддя Європейського суду з прав людини
- 2006—2008 — екстраординарний професор європейського права в Університеті Тарту
- 2008 − 2010 — президент Консультативної ради європейських суддів
- 2010 − 2012 — президент Міжнародної федерації європейського права
- 2010—2016 — член міжнародного арбітражного суду[5]
- 2011—2015 — професор права в Університеті Тарту
- 2011—2020 — суддя Європейського суду з прав людини[6]
- 2019 рік — кандидат на посаду Європейського Омбудсмена (програла вибори Емілі О'Рейлі[en])[7]
- з 2004 року — член правління Естонського академічного юридичного товариства[et]
- з 2004 року — президент Естонської асоціації європейського права[8]
- з 2018 року — член наукового комітету Агентства Європейського Союзу з фундаментальних прав[en][9]
- з 2020 року — суддя Державного суду Естонії[3]

Юлія Лаффранк є автором підручників і статей на теми Європейського союзу, прав людини та конституційного права, одним з авторів поправок до Конституції Естонії та коментарів до Конституції Естонії.

## Родина
Одружена з Родольфом Лаффранком, має трьох синів.

## Визнання
- 2003 — шевальє ордену «За заслуги» (Франція)[10]
- 2005 — Орден Білої зірки (четвертий клас) — за участь в організації вступу Естонії до ЄС[11]
- 2009 — нагорода англ. Justice in the World (як президент Консультативної ради європейських суддів)[12]
- 2016 — титул «Наставник року» (Державний суд Естонії) — за навчання суддів з питань практики ЄСПЛ[9][13]

## Окремі видання і публікації
- Laffranque, J. Dissenting Opinion and Judicial Independence :  [ест.]. — Juridica. — 2003. — Vol. 8. — P. 162—172.
- Laffranque, Julia.  = Euroopa Liidu õigussüsteem ja Eesti õiguse koht selles. — Таллин : Juura, 2006. — 536 с. — ISBN 9985751841.